# Barrie Truman
Barrie Truman, né en 1936, est un entraîneur de football anglais.
Il est notamment le sélectionneur de la Nouvelle-Zélande de 1970 à 1976.

## Carrière
Membre jusqu'alors de la direction technique de la Football Association, la Fédération anglaise de football, Truman est nommé sélectionneur de l'équipe de Nouvelle-Zélande de football en juin 1970. Il y remporte la Coupe d'Océanie de football 1973 et quitte son poste en 1976 sur un bilan de 20 victoires et 16 défaites en 49 matchs.
En 1979, il prend la direction de Wellington Diamond United, avec lequel il remporte le championnat de Nouvelle-Zélande en 1981 et 1985. Il remporte enfin en 1992 la coupe nationale (la Chatham Cup) avec Miramar Rangers.
Par ailleurs, il occupe plusieurs fonctions dans les instances du football de la région : il est directeur de Sport New Zealand (en) de 1981 à 1987, directeur technique de la Confédération du football d'Océanie en 1986-1987, Senior lecturer à l'Université Victoria de Wellington de 1987 à 2004. Il est nommé au Wellington Hall of Fame en 2011.